# Кузнецовский (Орловская область)
Кузнецовский — опустевший посёлок в Болховском районе Орловской области. Входит в состав Однолуцкого сельского поселения. Население — 0 чел. (2010).

## География
Посёлок находится в северной части Орловской области, в лесостепной зоне, в пределах центральной части Среднерусской возвышенности.
Уличная сеть представлена одним объектом: Покровская улица.
Географическое положение: в 11 километрах от районного центра — города Болхов, в 48 километрах от областного центра — города Орёл и в 280 километрах от столицы — Москвы.
Часовой пояс
Посёлок Кузнецовский, как и вся Орловская область, находится в часовой зоне МСК (московское время). Смещение применяемого времени относительно UTC составляет +3:00.

## Население
| 2010 |
| ---- |
| 0    |

## Инфраструктура
Рядом с посёлком проходит автодорога 54К-1.